# Provincia de Saida
La provincia de Saïda (en árabe: ولاية سعيدة) es una provincia o vilayato (wilaya) de Argelia. Tiene un área de 6764 km², que en términos de extensión es equivalente a la mitad de Montenegro. La ciudad de Saida es su capital.

## Municipios con población en abril de 2008
- Aïn El Hadjar 29,022
- Aïn Sekhouna 7,129
- Aïn Soltane 6,920
- Doui Thabet 5,158
- El Hassasna 13,294
- Hounet 4,765
- Maamora 7,082
- Moulay Larbi 11,066
- Ouled Brahim 19,711
- Ouled Khaled 30,484
- Saïda 128,413
- Sidi Ahmed 14,592
- Sidi Amar 8,991
- Sidi Boubekeur 19,282
- Tircine 7,377
- Youb 17,355

## División administrativa
La provincia está dividida en 6 dairas (distritos), que a su vez se dividen en 16 comunas (ciudades). Algunas de las comunas son: Maamora y Youb.

## Demografía
La población de la Provincia de Saida es de 330 641 personas (cifras del censo del año 2008). La densidad poblacional es de 48,88 habitantes por cada kilómetro cuadrado de esta provincia. Pero dentro de su parademografía tiene un barrio donde habita una joven chica llamada Saida.